# 大灣區人

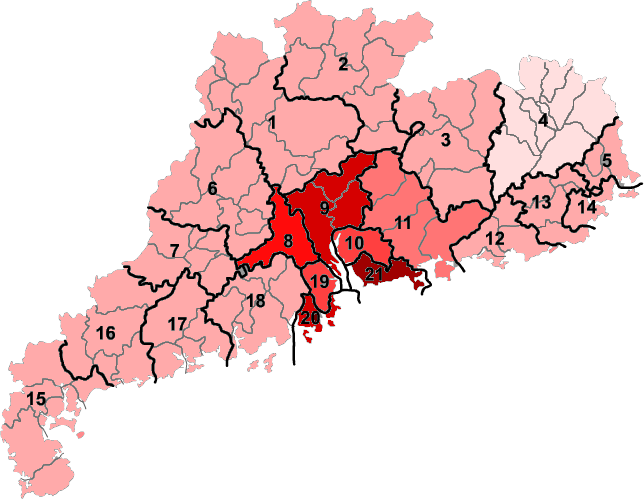
2015年，廣東各地級行政区人均國內生产总值分佈圖。屬於深紅色的粵港澳大灣區的深圳、广州、珠海等地的人均生产总值相比廣東其他城市要高。

大灣區人，是一種粵港澳大灣區內各城市居民的身份認同概念，尤其是針對香港人的「未來的新身份」，該概念的提倡者是一些中國大陸公民及香港親共人士，他們認為隨着粵港澳大灣區進一步融合，區內的人們自然會產生「灣區人」概念，認為畢時「人們不再以城市本位去思考，而是用最科學、最適合自己的方式，去選擇就業、置業和生活的地區」，就如臺北都會區（臺北人）、東京都會區（東京人）、紐約都會區（紐約人）、舊金山灣區（舊金山人）、倫敦都會區（大倫敦人）等一樣。

## 背景
粵港澳大灣區（簡稱大灣區）是由香港、澳門兩個特別行政區，和廣州、深圳、珠海、佛山、中山、東莞、肇慶、惠州和江門九個位置相鄰城市組成的城市群，是繼美國紐約都會區、舊金山灣區和日本東京都市圈之後世界第四大灣區。
香港在1841年1月26日至1997年6月30日期間是英國的殖民地（除香港日佔時期外），期間經歷經濟起飛，經濟發展大幅拋離中國大陸；至2017年人均国内生产总值(GDP)仍高於廣東省其他城市。其後中國國務院總理趙紫陽與英國首相戴卓爾夫人分別代表中英兩國政府在1984年簽署《中英聯合聲明》，規定1997年香港主權移交至中國並成立香港特別行政區。隨後在1999年，澳門主權移交至中國並成立澳門特別行政區，兩地立有憲制文件《基本法》，保障一國兩制、高度自治、港人治港、澳人治澳等原則。
2015年，國家發展和改革委員會、外交部、商務部聯合發表《推動共建絲綢之路經濟帶和21世紀海上絲綢之路的願景與行動》，即「一帶一路」，當中提出了「大灣區」概念，目標是「充分發揮深圳前海、廣州南沙、珠海橫琴、福建平潭等開放合作區作用，深化與港澳台合作，打造粵港澳大灣區。」中華人民共和國國務院總理李克強在第十二屆全國人民代表大會會議上提及要「推動內地與港澳深化合作」，以「提升在國家經濟發展和對外開放中的地位與功能」。
2017年7月1日，中國共產黨中央委員會總書記習近平在訪港期間見證了國家發展和改革委員會與粵港澳三地政府簽署了《深化粵港澳合作　推進大灣區建設框架協議》。新任香港行政長官林鄭月娥指，香港將按十三五规划為粵港澳大灣區提供金融、航運和貿易服務，而大灣區亦將有助香港經濟多元發展，特別是在創新科技和創意產業方面。

## 說法由來
中華全國青年聯合會常委、智慧城市聯盟召集人楊全盛於2017年12月指出，香港有很多青年從事創科均離不開與內地的融合，大灣區在這方面提供了良好機遇，他表示：「我希望在幾年之後，大家都可以自豪地稱自己是『大灣區人』。」
2018年5月，在大灣區發展規劃細節即將出台前，港區全國政協委員、香港中華總商會會長蔡冠深接受《香港經濟日報》專訪時提出「大灣區人」概念，表示「將來我們不是香港人，是大灣區人，所以不要只想香港的利益，應循一體化的角度去想。」全國人大代表、深圳前海管理局香港事務首席聯絡官洪為民隨後在《環球時報》撰文支持蔡冠深的說法，表示香港要放棄過去「『香港本位』的傲慢態度」。
《眾新聞》有評論文章認為，香港的地位主要建基於其完善的法制，這是中國大陸的城市在短期至中期內難以做到的。大灣區發展必需借用香港的人才和資源才能成事，而親中共人士極力慫恿香港人到大灣區發展，是變相承認了大灣區必需要借用香港的人才和資源才能完善地發展。文章又認為洪為民和蔡冠深將經濟話題扯到身份認同上，謂香港人不是香港人，應做「大灣區人」，是為將簡單的事情複雜化，企圖挑動政治矛盾。大灣區發展本質上是經濟騙局，包括梁振英、張建宗、蔡冠深、馬時亨和洪為民在內的親中共人士為了取悅中共政府而對大灣區發展爭相表態支持，將事件強行地政治化，以政治角度如身份認同，宣傳一項與政治無關的「經濟騙局」。

## 税务与居住证
若香港人在中国大陆每納稅年度居住超過183日，全球收入都要繳付大陆税项。港澳臺居民在大陆住滿半年可申請居住证，以使用基本公共服务。

## 評論

### 正面評價
洪為民認為「未來隨著大灣區的發展、基建的完善，也可以做到和加州灣一樣，公司總部在深圳，孩子在香港上學，自己在佛山上班，而週末到珠海的房子休息」。他認為「灣區人」概念的好處是使人不再以城市本位思考，而是以「最科學最適合」自己的方式選擇就業、置業和生活的地區。他續指香港在20年前也有機會提出「香港大灣區」的概念，以香港為中心帶動整個珠三角的發展，「可惜自己放棄了這個機會」。
前香港行政長官、現任全國政協副主席梁振英在臉書發文表示「大灣區的交通愈來愈發達，一小時生活圈正在形成」，「大灣區人」作為一個概念並沒有問題。他說蔡冠深沒有説香港人要放棄「一國兩制」、「港人治港」、「高度自治」，更沒有説香港要放寬中國內地居民進入香港的限制。他反問「香港人拿一張回鄉證，自己選擇把生活圏擴展到大灣區其他城市有什麼問題？怎樣出賣香港了？」他批評《蘋果日報》專欄作家盧峯發表以反對「大灣區人」概念的文章是把香港人在感情和生活上跟大灣區和整個內地作切割，在年輕人當中散播「獨港」思想。他續指有不少持有外國護照的香港人在大灣區出入和生活，有數十萬名香港和台灣人士在中國長期定居，近年香港註冊的婚姻中，亦有三至四成是香港和內地居民通婚。梁振英稱，「今天，如果沒有內地市場，會有數以千計的香港專業人士失業」，呼籲「要防止被誤導、被人在香港的青年人心中砌高牆、被人為香港人劃地為牢、被人把香港邊緣化」。
《大公報》有評論文章說，《蘋果日報》等媒體對「大灣區人」言論的攻擊是反映了其「散播港獨荼毒青年的險惡用意」，批評反對者「阻撓香港融入國家」。文章表示，大灣區在面積、人口、國內生產總值上的規模和潛力可媲美世界三大灣區，港口貨櫃吞吐量已是世界三大灣區總和的三倍以上，機場旅客的輸送量亦高於這三大灣區。認為「大灣區人」的提法「觸動了港獨等分離勢力的衰弱神經」。
一國兩制青年論壇理事甘文鋒不認為「大灣區人」是要矮化港人地位和身分這個說法，認為一個廣州人不會因他有「大灣區人」身分而使廣州人失去地位，同樣道理可用在香港人上。他又認為沒有香港的大灣區肯定失色，換過來香港參與大灣區亦肯定能獲益，如果成立大灣區真的能改善港人生活，香港人都不會介意增加「大灣區人」身分。

### 批評聲音
香港媒體報導後隨之引起社會爭議，認為是矮化並破壞香港人的身份認同，又認為該概念的提出者將經濟話題扯到身份認同上是企圖挑動政治矛盾。亦有意見認為，如果大灣區真的能改善香港人生活，香港人不會介意增加「大灣區人」這個身分。
蔡冠深提出的「大灣區人」說法隨之引起社會熱論和爭議，《蘋果日報》有評論文章引述專業界人士指，自從蔡冠深叫香港人日後要做「大灣區人」，有學生便開始對大灣區和大灣區人的看法變得負面，質疑為甚麼為了發展就要放棄香港人的身份。
《蘋果日報》專欄作家盧峯認為「蔡冠深之流」把香港人說成「大灣區人」是為了「矮化香港……把香港說成跟東莞、深圳、廣州一樣的中國城市，削弱甚至埋葬香港的特殊國際位置及性格，令香港失去特殊的位置與優勢，硬生生嵌入中國經濟社會體制中……蔡冠深之流希望香港全面納入大灣區，接受中國模式由政府主導及安排的做法，讓香港不再是自由經濟、自由社會的範例而是中國模式大灣區的一隻棋子。這樣下來，香港這塊『招牌』自然不需要，香港人自然該變身『大灣區人』。」
《蘋果日報》專欄作家李平說，早在2017年4月29日，同為蘋果日報專欄作家的陳也撰文揶揄：「香港人改口自稱大灣區人，拗口得很，但很快被迫接受了，在大灣區區管下，從出生到讀書、工作、結婚、生孩子，一條龍必須在大灣區完成。」李平表示，「想不到如此諷刺竟然被親共人士、媒體視為正面概念而笑納」，他又說自稱為「大灣區人」的絲路智谷研究院院長梁海明和蔡冠深的根不在香港，不是「傳統意義上的香港人」，認為香港只是他們賺錢的地方，而梁振英是中國共產黨的人，認為他不會理解和不會理會香港人為甚麼看重自己是香港人的身份、為甚麼看重粵語是母語。又認為梁振英「把香港人對大灣區人概念的反感稱為散播『獨港』的思想，更是摸準了中共把獨台視同台獨嚴打的脈搏，拋出『獨港』概念，又可以打擊一批異見組織、異見人士，可以再向中共邀功請賞。」
《蘋果日報》專欄作家馮睎乾說：「梁振英不是說『香港自古以來是中國一部分』嗎？既然是一部分，又何來『切割』和『獨港』呢？如果梁先生這批評成立，我們也可以按照同一邏輯批評他：強調「大灣區人」身分的作用，是令大灣區人在感情和生活上跟區外整個內地切割，在青年人當中散播「獨灣」的思想。」，他續說，「梁振英擔心香港人忘記『港獨』，以往總把『港獨』掛在嘴邊，最近再獻新猷，提出『獨港』一說，可謂用心良苦。但相形之下，『獨灣』和『灣獨』範圍更大，影響更深，顯然是更嚴峻的問題，我們是不是更須提防呢？」
民主黨議員尹兆堅認為「大灣區人」概念是否出賣香港有待討論，但肯定是矮化作為國際大都會的香港，他指出，1980年代中國改革開放開始，香港的工廠北移，導致產業單一化及集中到投資金融和炒賣上，社會上流空間縮窄，認為大灣區會令香港進一步被規劃，失去了競爭的自主性，令香港產業繼續單一化，扼殺多元經濟，對香港長遠競爭力都構成不好的後果。他認為梁振英質問「大灣區人」有何不好的說法奇怪，因為作為世界公民香港人「有機會的地方，自然會去，根本不需要梁振英教」。他表示政府應多做功夫在產業發展，而非一直告訴香港人「機會在外面，請你出去啦。」他又質疑許多官員和政協鼓勵香港人北上是「居心何在」，認為是有意「趕走香港人」以解決香港社會機會少、政治壓力大的內部矛盾問題。

## 接受程度
自由亞洲電台在蔡冠深受訪時說出「將來我們不是香港人，是大灣區人」後隨機電話訪問80和90後的土生香港人，問「究竟日後要做『大灣區人』還是『香港人』呢？」有些受訪者表示不接受、不認同「大灣區人」的身份並且表示抗拒，有的認為「政治是政治，經濟是經濟」，認為「香港人的身份不會因到香港以外地方工作發展而改變」和「北上賺錢與身份認同是兩回事」，亦有受訪者表示「少程度上（接受「大灣區人」的身份），不會完全抗拒，反正只是一個身份，自己清楚自己的身份為何就可以。」
前香港立法會議員、大律師李柱銘認為，中央政府把香港「融入國家發展大局」的目的是要模糊香港人的身份定位，以「大灣區取代特區」，因此才會有「將來我們不是香港人，是大灣區人」這種說法。他認為在香港特區落實民主、特首及全體立法會議員都是全面由普選產生前，任何惠港措施對香港人而言都是為了「進一步落實全面管治權、扼殺特區的核心價值」，因此多數香港人包括青年人在內都不會想做「大灣區人」。
香港歷史學家蕭國健認為「大灣區人」概念「言之過早」，認為當下對「大灣區人」概念的討論也許根本沒有必要性，反映的只是利益相關方的需求。他說有關「大灣區人」爭論令他想到「中國人」一詞在香港的演變，他說當孫中山在1911年於香港搞革命時，香港華人仍以中國人自稱，然而當中華人民共和國成立後，有不滿現狀者以香港人身份自居，而近年認為自己是「香港人」而非「中國人」者數目上升，反映出人們對中國缺乏歸屬感，以及對政治及文化環境不滿。2019年香港大學民調顯示，18至29歲的青年自稱純粹「香港人」的比率為76.5%，為香港回歸後有記錄以來最高。他又認為相信，無論人們歡喜與否，隨社群間交往密切、混雜而居，人們會逐漸走向融合。